# Inscrutabili divinae providentiae
Inscrutabili divinae providentiae est la bulle pontificale par laquelle le pape Grégoire XV établit, le 22 juin 1622, la ‘Congrégation pour la Propagation de la foi‘ (la ‘Propaganda Fide’), aujourd’hui appelée Congrégation pour l’évangélisation des peuples. 

## Histoire
Aux XVIe et XVIIe siècles, partout dans l'Europe catholique, les nations se libèrent de leur dépendance religieuse. Et celles, tels le Portugal et l’Espagne, qui s’étaient engagées à promouvoir le travail d’évangélisation (le 'Padroado') sont en déclin et n’ont plus les ressources humaines et financières pour subvenir à l’expansion du travail missionnaire. De plus de nombreux pays sont nouvellement ‘découverts’. Considérant que son influence politique a fortement diminué en Europe le Saint-Siège comprend la nécessité de prendre en mains, coordonner et promouvoir activement l’effort missionnaire dans le monde.
A la suggestion de François de Borgia, Supérieur général des Jésuites, Pie V avait déjà créé en 1568 deux commissions temporaires pour la propagation de la foi chrétienne: une pour les pays habités par les Protestants, et l’autre pour les pays non-chrétiens.    
En 1573 Grégoire XIII crée une congrégation ‘provisoire’ de trois cardinaux pour prendre en mains les ‘affaires missionnaires’. Elle est élargie par Clément VIII en une congrégation de neuf cardinaux (1599). Ces premiers efforts ne sont pas probants. 
Finalement, l’évolution de la coordination des efforts missionnaires reçoit une institution permanente et officielle dans l’érection, le 22 juin 1622, de la 'Congrégation pour la propagation de la foi' (la Propaganda Fide’)  par la bulle ‘Inscrutabili divinae providentiae’ de Grégoire XV. 

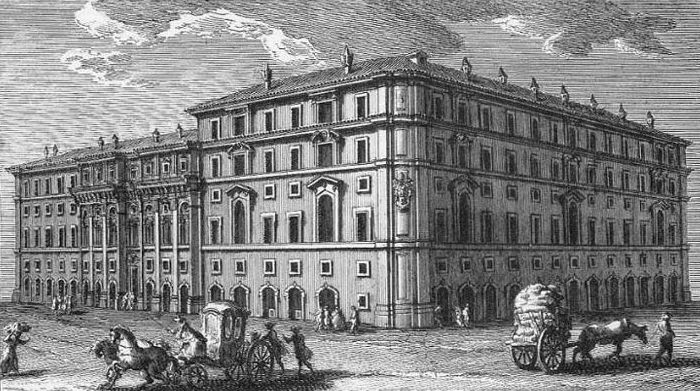
Le siège de la Congrégation pour l'évangélisation des peuples, à Rome.

## Contenu
Inscrutabili Divinae Providentiae donne comme objectif à la nouvelle Congrégation romaine «la conversion des païens et des infidèles et le retour à l’Église romaine des hérétiques et schismatiques, l’amélioration des rapports avec les communautés des chrétiens orientaux en union avec le Saint-Siège et l’assistance spirituelle aux minorités catholiques dans les pays ou l’hérésie est endémique et où l’islam a triomphé».
Le document a un caractère neuf en ce sens qu’il enjoint à la Congrégation de limiter son intervention sur le plan spirituel, sans la participation des tribunaux inquisitoriaux et sans tenter d’exercer une juridiction temporelle dans les territoires où elle interviendra. 
Conscient des échecs qui ont marqué les précédentes tentatives Grégoire XV donne à cette Congrégation les outils de sa tâche : un financement stable, des privilèges particuliers (comme l’enregistrement gratuit de ses actes et décrets), un argentier (pour recevoir les aumônes) et un secrétariat permanent.